# Olympia deux mille trois
Albums de Marc Lavoine
Marc Lavoine
(2001) L'Heure d'été
(2005)
Singles
1. Dis-moi que l'amour...
Sortie : 24 juin 2003

Olympia deux mille trois est un album live de Marc Lavoine sorti le 27 mai 2003 en France à la suite de sa série de concerts dans la salle de l'Olympia à Paris en 2003.

## Liste des titres
| 1.  | Dis-moi que l'amour... (avec la participation de Bambou) | Marc Lavoine                | Jean-François Berger, Marc Lavoine | 3:00 |
| 2.  | Le Pont Mirabeau                                         | Guillaume Apollinaire       | Marc Lavoine                       | 4:00 |
| 3.  | Passent les nuages                                       | Jacques Duvall              | Frédéric Momont                    | 3:55 |
| 4.  | Les Tournesols                                           | Marc Lavoine                | Michel Cœuriot, Marc Lavoine       | 3:54 |
| 5.  | Elle a les yeux revolver                                 | Marc Lavoine                | Fabrice Aboulker                   | 3:58 |
| 6.  | Je ne veux qu'elle (duo avec Claire Keim)                | J. Kapler, Marc Lavoine     | J. Kapler                          | 5:03 |
| 7.  | C'est ça la France                                       | Marc Lavoine                | Jean-Claude Arnault                | 4:34 |
| 8.  | Javanaise Remake                                         | Serge Gainsbourg            | Serge Gainsbourg                   | 5:12 |
| 9.  | J'aurais voulu                                           | Marc Esposito, Marc Lavoine | Bedřich Smetana                    | 4:06 |
| 10. | C'est la vie                                             | Marc Lavoine                | Fabrice Aboulker                   | 4:33 |

| 1.  | Paris (duo avec Souad Massi)                               | Marc Lavoine                  | Fabrice Aboulker     | 6:23 |
| 2.  | N'oublie jamais                                            | Marc Lavoine                  | Romano Musumarra     | 4:04 |
| 3.  | Rue Fontaine                                               | Marc Lavoine                  | Fabrice Aboulker     | 4:11 |
| 4.  | J'ai tout oublié (duo avec Cristina Marocco)               | Marc Lavoine                  | Georges Lunghini     | 5:19 |
| 5.  | Le monde est tellement con                                 | Marc Lavoine                  | Fabrice Aboulker     | 5:01 |
| 6.  | Qu'est-ce que t'es belle                                   | Marc Lavoine, Patrice Mithois | Fabrice Aboulker     | 6:08 |
| 7.  | (Sittin' On) The Dock of the Bay (chanté par Tchéky Karyo) | Otis Redding                  | Steve Cropper        | 3:14 |
| 8.  | Pour une biguine avec toi                                  | Marc Lavoine                  | Fabrice Aboulker     | 3:12 |
| 9.  | Le Parking des anges (remix live)                          | Marc Lavoine                  | Fabrice Aboulker     | 5:51 |
| 10. | Chère amie                                                 | Marc Lavoine                  | Fabrice Aboulker     | 4:29 |
| 11. | J'écris des chansons                                       | Marc Lavoine                  | Jean-Jacques Goldman | 5:37 |

## Classement et certifications
| Pays                 | Charts             | Meilleure position |
| -------------------- | ------------------ | ------------------ |
| Belgique francophone | Ultratop 40        | 14                 |
| France               | SNEP               | 13                 |
| Suisse               | Swiss Music Charts | 81                 |

| Pays   | Année | Ventes  | Certification |
| ------ | ----- | ------- | ------------- |
| France | 2003  | 100 000 | Or            |